# 教育職員免許法認定講習
教育職員免許法認定講習（きょういくしょくいんめんきょほうにんていこうしゅう）とは、大学等の教職課程によらないで、教員免許状の取得に必要な単位の認定を受けることが出来る講習（またはその制度）のことである。講習により認定された単位によって、教育職員検定を受けることが出来る。単に免許法認定講習、認定講習などとも呼ばれる。

## 概要
教育職員免許法の「別表第3」・備考6 によれば、教育職員検定において必要とする単位は、
- 文部科学大臣の指定する養護教諭養成機関
- 文部科学大臣の認定する講習
- 大学の公開講座
- 通信教育
- 文部科学大臣が大学に委嘱して行う試験

をもって替えることができると定められている（別表第4、別表第5、別表第6、別表第6の2、別表第7、別表第8および施行規則第五条二の第3項も同様）。
このうちの「文部科学大臣の認定する講習」が認定講習に該当する。
上記の通信教育が「免許法認定通信教育」、同じく大学の公開講座が「免許法認定公開講座」となり、認定講習とほぼ同様である。教職課程のある大学通信教育では、開講された科目を、「免許法認定通信教育」として毎年認定を取り直して開講させるケースもある（証明書上、科目名の後ろに(R4認定通信)のように表示され、免許法認定通信教育であることが明示される）。

### 実施機関
認定講習の実施は、主に教育委員会や大学などが行っている。

### 開講科目
上位免許、他教科、特別支援学校等の免許状が取得できるような科目が開講されている。ただし、取得したい免許状に必要な全ての科目が開講されていない場合もある。不足単位については大学等で単位を修得し、補う必要もある。
- 教科及び教職に関する科目
- 特別支援教育に関する科目
- 養護及び教職に関する科目
- 栄養に係る教育及び教職に関する科目

### 講習期間
- 約2～3日で1～2単位修得のシラバスが設定されている。
- 実施時期は、学校の夏休み期間中が多い。受講に際して、職務専念義務免除が適用される場合もある。
- 実施要項は大学のHP等で公開される。ただし、都道府県教育委員会設置分は、現場以外の公開はしないケースも存在する。

## 註釈
1. ↑  課程認定大学ですべての単位をそろえた場合は、教育職員検定を用いない方法もある。